# Didymodon hedysariformis
Didymodon hedysariformis är en bladmossart som beskrevs av Otnyukova 1998. Didymodon hedysariformis ingår i släktet lansmossor, och familjen Pottiaceae. Inga underarter finns listade i Catalogue of Life.